# Daphnis salomonis
Daphnis salomonis är en fjärilsart som beskrevs av Rothschild och Jordan 1906. Daphnis salomonis ingår i släktet Daphnis och familjen svärmare. Inga underarter finns listade i Catalogue of Life.